# Lingolsheim
Lingolsheim (en alsacià Língelse) és un municipi francès, situat a la regió del Gran Est, al departament del Baix Rin. L'any 1999 tenia 16.860 habitants.
Forma part del cantó de Lingolsheim, del districte d'Estrasburg i de la Strasbourg Eurométropole.

## Demografia
| 1962  | 1968  | 1975   | 1982   | 1990   | 1999   |
| ----- | ----- | ------ | ------ | ------ | ------ |
| 7.738 | 8.287 | 10.479 | 14.688 | 16.480 | 16.860 |

## Administració
| Període | Identitat | Partit |
| ------- | --------- | ------ |
| 2001    | Yves Bur  | UMP    |